# Siena (provins)

Provinsen Siena (it. Provincia di Siena ) er en provins i regionen Toscana i det centrale Italien. Siena er provinsens hovedby.

## Kommuner
- Abbadia San Salvatore
- Asciano
- Buonconvento
- Casole d'Elsa
- Castellina in Chianti
- Castelnuovo Berardenga
- Castiglione d'Orcia
- Cetona
- Chianciano Terme
- Chiusdino
- Chiusi
- Colle di Val d'Elsa
- Gaiole in Chianti
- Montalcino
- Montepulciano
- Monteriggioni
- Monteroni d'Arbia
- Monticiano
- Murlo
- Piancastagnaio
- Pienza
- Poggibonsi
- Radda in Chianti
- Radicofani
- Radicondoli
- Rapolano Terme
- San Casciano dei Bagni
- San Gimignano
- San Quirico d'Orcia
- Sarteano
- Siena
- Sinalunga
- Sovicille
- Torrita di Siena
- Trequanda

43°20′N 11°20′Ø / 43.33°N 11.33°Ø